# Mahfiruz Hatidzse Hatun
Mahfiruz Hatidzse (Rumélia, 1590 körül – Isztambul, 1612) I. Ahmed oszmán szultán ágyasa, II. Oszmán szultán anyja.
Mahfiruz 1590 körül született és görög vagy cserkesz származású volt.
1603 körül került fiatal Ahmed szultán háremébe, ahol a Mahfiruz Hatice nevet kapta, a Mahfiruz jelentése: A félhold szerencséje. 1604-ben életet adott Osman hercegnek, 1609-ben Cihangir hercegnek, 1611-ben Szelim hercegnek és 1612-ben pedig a legkisebb gyerekének, Bajezidnek.
Bayezid születése után neve nem szerepel a háremlajstromban, ezért gyanítható, hogy gyermekszülésben halt meg, de halálának becsült ideje 1612. 
Tévhit, hogy valaha is Valide szultána volt, és az is, hogy csak egy gyermeke született, továbbá a Haszeki ranggal sem lett felruházva. Sokan azért hiszik, hogy Valide szultána volt, mert a síremlékén az 1618-as dátum szerepel, de ez az évszam csupán csak a síremlék felállításának idejét takarja, mikoris fia a trónralépését követően felállítatta édesanyja síremlékét. Nyughelye az Eyüp Sultan mecsetben van.

## Családja
Mahfirúzénak négy fia született